# Wim Jonk
Wilhelmus Maria Jonk (Volendam, Nizozemska, 12. listopada 1966.) je bivši nizozemski nogometaš i nacionalni reprezentativac. Igrač je poznat i kao Wim Jonk.

## Karijera

### Klupska karijera
Jonk je karijeru započeo u amaterskom klubu RKAV Volendam nakon čega 1986. potpisuje profesionalni ugovor za FC Volendam. Kao centralni vezni, Jonk je za klub zabio mnogo golova čime je bio važna karika Volendama koji se 1987. kvalificirao u Eredivisie. U isto vrijeme je amsterdamski Ajax promatrao igračev razvoj te njegova sportska vještina nije zaobišla skaute kluba koji su ga doveli u Ajax 1988.
U novom klubu Wim Jonk je brzo izborio mjesto u prvom sastavu te je u svojoj debitantskoj sezoni zabio šest golova za klub. S AFC Ajaxom je osvojio nizozemsko prvenstvo (1990.), Kup UEFA (1992.) i nacionalni kup (1993.). U finalu Kupa UEFA kojeg je Ajax osvojio, Jonk je zabio gol u pobjedi protiv Torina.
1993. Jonk je transferiran u Inter Milan gdje je igrao sa suigračem iz reprezentacije Dennisom Bergkampom. Klub je tada imao transfernu politiku kupovanja nizozemskih igrača kako bi se ostvario uspjeh sličan onome kada su za gradske rivale AC Milan krajem 1980-ih i početkom 1990-ih igrali Marco van Basten, Frank Rijkaard i Ruud Gullit.
Tijekom dvije sezone igranja za Inter, Wim Jonk je s klubom osvojio svoj drugi Kup UEFA (1994.). Završetkom sezone 1994./95. Bergkamp prelazi u Arsenal dok Jonk napušta klub jer je smatrao da mu je ugroženo mjesto u prvoj momčadi jer se približavao 30. godini. Tako se Wim Jonk vraća u Nizozemsku gdje potpisuje za PSV Eindhoven.
Dobrim igrama za PSV Eindhoven, Jonk je ponovo stavljen u reprezentaciju dok je s klubom najprije osvojio nizozemski kup (1996.) a godinu potom i Eredivisie.
U ljeto 1998. Jonk prelazi u redove premijerligaša Sheffield Wednesdayja za 2,5 milijuna GBP. Igrač je u klubu igrao u početnom sastavu te je tamo proveo dvije godine. Početkom premijerligaške sezone 2000./01. Jonk je objavio kraj igračke karijere.

### Reprezentativna karijera
Wim Jonk je debitirao za nizozemsku reprezentaciju 27. svibnja 1992. u prijateljskoj utakmici protiv Austrije koju su Oranje dobile s 3:2. Iste godine igrač je s reprezentacijom nastupio na Europskom prvenstvu u Švedskoj gdje je Nizozemska stigla do polufinala.
Novi nizozemski izbornik Dick Advocaat uvrstio je Jonka na popis reprezentativaca za Svjetsko prvenstvo 1994. u SAD-u. Igrač je na tom prvenstvu postigao dva pogotka. Prvi je zabio protiv Saudijske Arabije u grupnoj fazi natjecanja te je taj pogodak predstavljao jedan od najspektakularnijih na turniru jer je postignut s udaljenosti od 35 metara. Jonk je svoj drugi gol na prvenstvu zabio u osmini finala za konačnu 2:0 pobjedu protiv Irske i plasman u četvrtfinale protiv Brazila.
Dobrim igrama u dresu PSV-a, Jonk se vraća u reprezentaciju za potrebe Svjetskog prvenstva 1998. nakon što je propustio EURO 1996. Završetkom turnira i odlaskom Guusa Hiddinka, klupu reprezentacije preuzima Frank Rijkaard te je bilo vidljivo da Jonk više neće biti pozivan u reprezentaciju. Međutim, posljednja igračeva utakmica u dresu Oranja bio je prijateljski susret protiv Danske 18. kolovoza 1999.
Tako je Wim Jonk završio svoju reprezentativnu karijeru u kojoj je skupio 49 nastupa te je zabio 11 golova.

## Osvojeni trofeji

### Klupski trofeji
| Klub                 | Trofej                   | Godina     |
| Nizozemska           | Nizozemska               | Nizozemska |
| -------------------- | ------------------------ | ---------- |
| Ajax                 | Nizozemsko prvenstvo     | 1990.      |
| Ajax                 | Kup UEFA                 | 1992.      |
| Ajax                 | Nizozemski kup           | 1993.      |
| Italija              |                          |            |
| Internazioale Milano | Trofeo Santiago Bernabéu | 1992.      |
| Internazioale Milano | Kup UEFA                 | 1994.      |
| Nizozemska           |                          |            |
| PSV Eindhoven        | Nizozemski kup           | 1996.      |
| PSV Eindhoven        | Johan Cruijff Shield     | 1996.      |
| PSV Eindhoven        | Nizozemsko prvenstvo     | 1997.      |
| PSV Eindhoven        | Johan Cruijff Shield     | 1997.      |
| PSV Eindhoven        | Johan Cruijff Shield     | 1998.      |

## Vanjske poveznice
- Profil i statistika Wima Jonka na Wereldvanoranje.nl  Arhivirana inačica izvorne stranice od 2. listopada 2018. (Wayback Machine)